# Greaser's Palace
Greaser's Palace è un film culto americano del 1972, diretto da Robert Downey Sr.. È una reinterpretazione in chiave comica della vita di Cristo.

## Trama
Jesse, un sosia di Cristo, si reca a Gerusalemme per trovare un lavoro come cantante-ballerino-attore. In una fatiscente città del west, viene preso di mira dal boss locale, Seeweedhead Greaser, che smette di perseguitarlo quando l'uomo riesce a riportare in vita il figlio di Greaser, Lamy.

## Critica
Su Rotten Tomatoes ha ottenuto il 50% dei favori del pubblico e della critica. Vincent Canby del New York Times ha stroncato il film, commentando che lo ha depresso ancor più dell'incoscienza di Downey; il regista è stato incosciente, a detta del critico, ad investire un milione di dollari in una pellicola tanto scadente arricchita da "umorismo volgare".